# Xã McLaren, Quận Conway, Arkansas
Xã McLaren (tiếng Anh: McLaren Township) là một xã thuộc quận Conway, tiểu bang Arkansas, Hoa Kỳ. Năm 2010, dân số của xã này là 225 người.